# Faibano
Faibano (Faivan o Faivaniell in dialetto locale) è una frazione di Marigliano, nella città metropolitana di Napoli situata a nord-est del capoluogo comunale dal quale dista poco più di un chilometro.
Probabilmente il toponimo si riferisce a praedium Fabianum discendente a sua volta dalla gens Fabia.
La frazione ospita la chiesa parrocchiale dedicata a San Giovanni Battista e la statua di San Francesco.